# Liste des gratte-ciel de Minneapolis
Cet article dresse une liste des gratte-ciel de Minneapolis, dans l'État du Minnesota. Depuis la construction du Minneapolis City Hall en 1906, 28 gratte-ciel d'au moins 100 mètres de hauteur ont été construits dans la ville de Minneapolis.

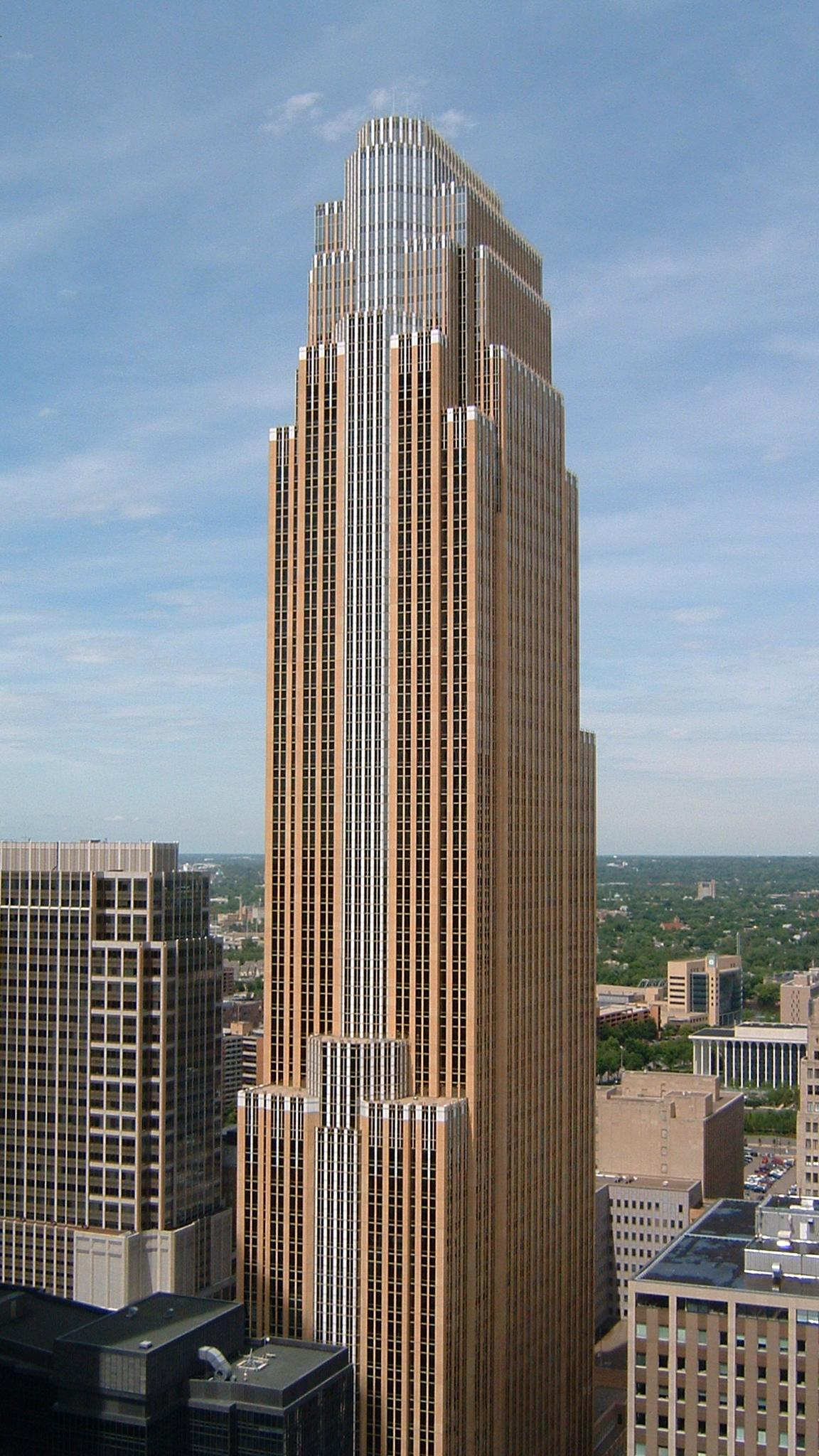
Wells Fargo Center

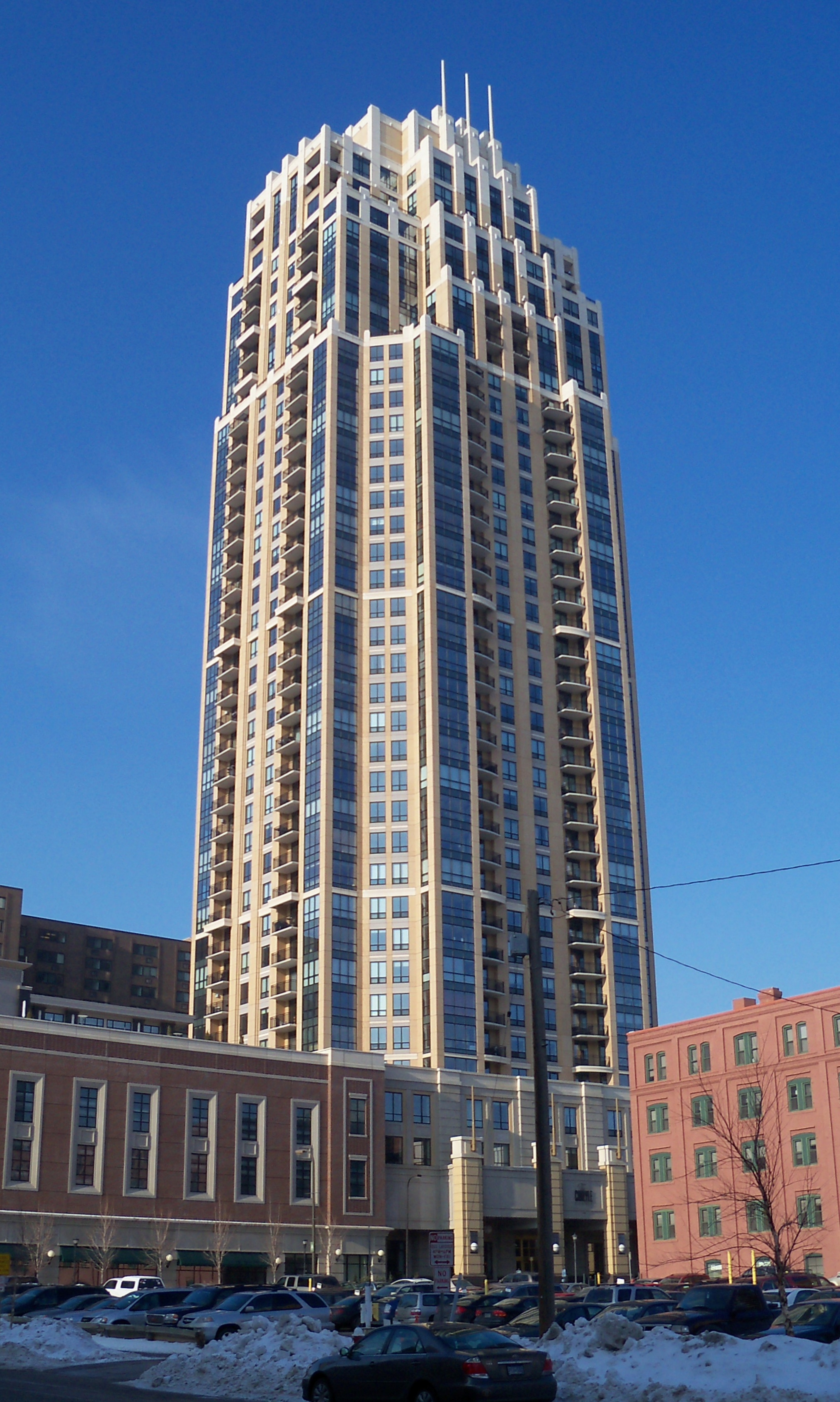
The Carlyle (Minneapolis)

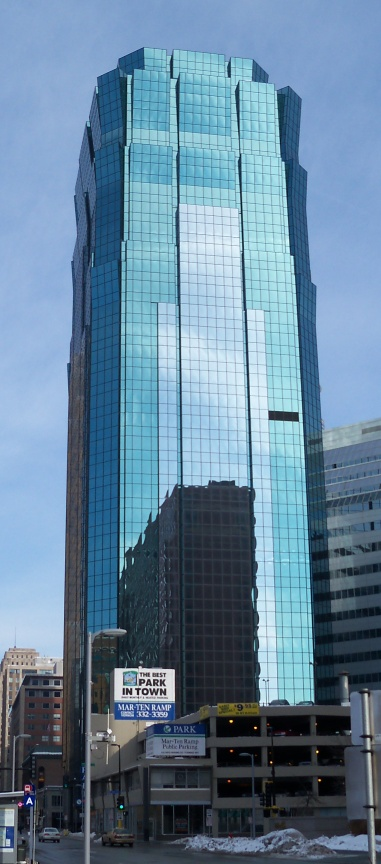
AT&T Tower

En 2015 la liste des immeubles d'au moins 110 mètres de hauteur y est la suivante;
| Rang | Nom                                   | Hauteur | Étages | Année |
| ---- | ------------------------------------- | ------- | ------ | ----- |
| 1    | IDS Center                            | 241 m   | 55     | 1973  |
| 2    | Capella Tower                         | 237 m   | 56     | 1992  |
| 3    | Wells Fargo Center                    | 236 m   | 56     | 1989  |
| 4    | Multifoods Tower                      | 204 m   | 52     | 1982  |
| 5    | Campbell Mithun Tower                 | 177 m   | 42     | 1985  |
| 6    | US Bank Plaza I                       | 171 m   | 41     | 1981  |
| 7    | RBC Plaza                             | 164 m   | 40     | 1992  |
| 8    | Fifth Street Towers II                | 153 m   | 36     | 1988  |
| 9    | Ameriprise Financial Center           | 152 m   | 31     | 2000  |
| 10   | Target Plaza South                    | 150 m   | 33     | 2001  |
| 11   | Plaza VII                             | 145 m   | 36     | 1987  |
| 12   | The Carlyle                           | 143 m   | 41     | 2007  |
| 13   | US Bancorp Center                     | 142 m   | 32     | 2000  |
| 14   | AT&T Tower                            | 141 m   | 34     | 1991  |
| 15   | Accenture Tower                       | 139 m   | 33     | 1987  |
| 16   | W Minneapolis - The Foshay            | 137 m   | 32     | 1929  |
| 17   | CenturyLink Building - Qwest Building | 127 m   | 26     | 1932  |
| 18   | Fifty South Sixth                     | 123 m   | 30     | 2001  |
| 18   | Hennepin County Government Center     | 123 m   | 24     | 1977  |
| 20   | Marriott Hotel City Center            | 119 m   | 32     | 1983  |
| 21   | LaSalle Plaza                         | 118 m   | 28     | 1991  |
| 22   | One Financial Plaza                   | 115 m   | 28     | 1960  |
| 22   | LPM Apartments                        | 115 m   | 36     | 2014  |
| 24   | Fifth Street Towers I                 | 108 m   | 26     | 1987  |
| 25   | Hôtel de ville de Minneapolis         | 104 m   | 14     | 1906  |
| 25   | 100 Washington Square                 | 104 m   | 22     | 1981  |
| 27   | McKnight Tower Apartments             | 103 m   | 39     | 1973  |
| 28   | Marquette Place                       | 100 m   | 35     | 1985  |